# Ernst Löbe
Ernst Theodor Löbe (* 27. November 1836 in Lausnitz bei Saalfeld; † 19. Oktober 1916 in Dresden) war ein deutscher Jurist und höherer sächsischer Staatsbeamter in der Finanzverwaltung.

## Leben und Wirken
Ernst Löbe, Sohn des Schriftstellers William Löbe, besuchte von Ostern 1848 bis Michaelis 1854 das Nikolaigymnasium in Leipzig und studierte im Anschluss Rechts- und Staatswissenschaft an der Universität Leipzig. 1858 trat er nach seinen zwei juristischen Staatsexamen in den Dienst der Zoll- und Steuerverwaltung des Königreichs Sachsens ein. 1862 wurde er dort nach dem Vorbereitungsdienst als Aktuar festeingestellt.
Am 1. Mai 1865 wurde Löbe Sekretär bei der Zoll- und Steuerdirektion, am 1. März 1871 wirklicher Zollrat und Mitglied dieser Behörde, am 2. Januar 1873 Oberzollrat, am 1. Januar 1877 Geheimer Oberrechnungsrat und Vortragender Rat bei der Oberrechnungskammer und am 1. Januar 1892 Zoll- und Steuerdirektor und Vorstand der Zoll- und Steuerdirektion.
Am 31. Dezember 1896 erlangte er Titel und Rang eines Geheimen Rates.
In seiner Amtszeit bei der Oberrechnungskammer erschienen u. a. die „Allgemeinen Vorschriften für das Staatsrechnungswesen des Königreichs Sachsen“.
Er starb mit 76 Jahren als Wirklicher Geheimer Rat und Präsident der Königlich Sächsischen Oberrechnungskammer 1916 in Dresden.

## Schriften (Auswahl)
- Das deutsche Zollstrafrecht. Berlin 1881, 3. Auflage Leipzig 1901
- Handbuch des Königlich Sächsischen Etat-, Kassen- und Rechnungswesens mit Einschluß der Staatshaushalts- kontrole. Leipzig 1884
- Der Staatshaushalt des Königreichs Sachsen in seinen verfassungsrechtlichen Beziehungen und finanziellen Leistungen. Leipzig 1889
- Der Staatshaushalt Königreichs Sachsen. De Gruyter, Berlin 1907
- Der Ratgeber für das praktische Leben. Eine Quelle des Wohlstandes für Jedermann. Vollständiges und bequemes Hand- und Nachschlagebuch für alle Angelegenheiten des täglichen Lebens. Nebst einem Anhange enthaltend: Titulaturen, Anrden, Wörterbuch der neuen eutschen Rechtschreibung, Zinsberechnung und andere wichtige Tabellen. Mit 1200 Textillustrationen und Kunstbeilagen. Merkur 1907.